# Pulau Ogar
Pulau Ogar är en ö i Indonesien.   Den ligger i provinsen Papua Barat, i den östra delen av landet, 2 900 km öster om huvudstaden Jakarta. Arean är 20,3 kvadratkilometer.
Terrängen på Pulau Ogar är platt. Öns högsta punkt är 209 meter över havet. Den sträcker sig 5,1 kilometer i nord-sydlig riktning, och 7,7 kilometer i öst-västlig riktning.